# Hednota pedionoma
Hednota pedionoma là một loài bướm đêm thuộc họ Crambidae. Loài này có ở Tây Úc, Nam Úc, Tasmania và Victoria.
Sải cánh dài khoảng 20 mm.
Ấu trùng ăn various Cereals in the Poaceae.

## Hình ảnh

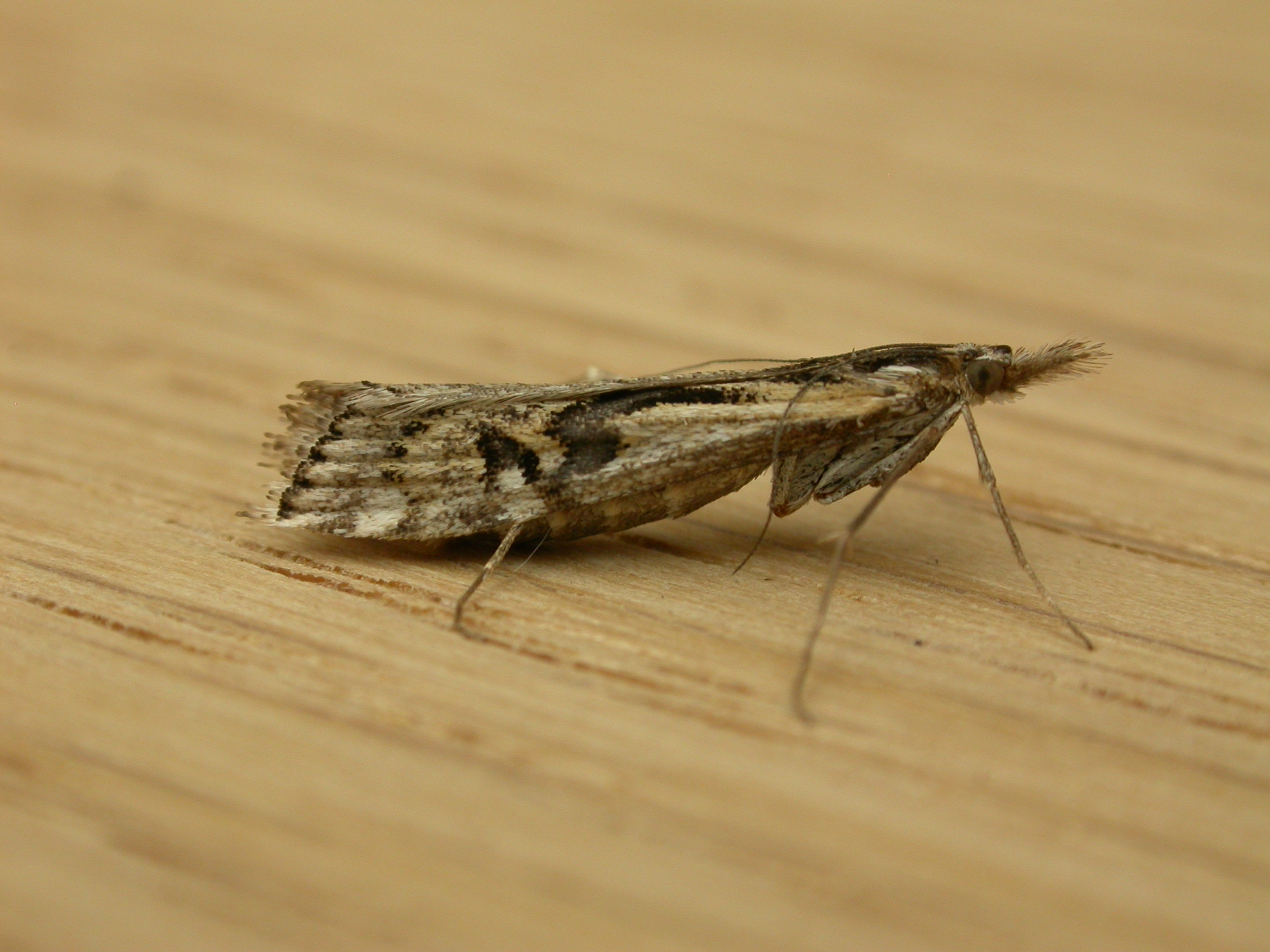